# Trombosi del seno venoso cerebrale
Per trombosi del seno venoso cerebrale, in medicina, si intende una trombosi (una "ostruzione") nei seni venosi durali, vasi che drenano il sangue deossigenato dal cervello. I sintomi di questa condizione possono includere mal di testa, disturbi alla vista ed ogni altro segno tipico dell'ictus (come una debolezza della muscolatura del volto e/o degli arti su di un lato del corpo e convulsioni). La diagnosi avviene solitamente grazie alla tomografia computerizzata (TC) o alla risonanza magnetica (RM), entrambe eseguite con la somministrazione di mezzi di contrasto per dimostrare l'ostruzione dovuta al trombo.
Il trattamento standard prevede la somministrazione di anticoagulanti, farmaci che limitano la coagulazione del sangue, o tramite il ricorso alla trombolisi, ovvero la distruzione (o lisi) del trombo grazie a enzimi.
Siccome di solito vi sono cause di fondo che portano a tale condizione, è consigliato eseguire esami approfonditi per ricercarle. La malattia può essere aggravata nel caso che si verifichi un aumento della pressione intracranica, situazione che può giustificare un intervento chirurgico, ad esempio per posizionare uno shunt cerebrale.
Vi sono diversi altri termini utilizzati comunemente per riferirsi alla condizione, come ad esempio: "trombosi del seno sagittale superiore", "trombosi del seno durale" e "trombosi venosa intracranica", così come l'ormai desueto "tromboflebite cerebrale".

## Storia
La prima descrizione di trombosi delle vene cerebrali e dei seni è attribuita al medico francese Ribes che, nel 1825, osservò una trombosi del seno sagittale in un uomo che presentava convulsioni e delirio. Fino alla seconda metà del XX secolo, tuttavia, rimase una condizione diagnosticata generalmente soltanto post mortem.
Nel 1940, gli studi effettuati dal dottor Charles Symonds permisero la diagnosi clinica di trombosi venosa cerebrale basandosi sui segni e sintomi caratteristici e sui risultati ottenuti dalla puntura lombare.
Grazie all'introduzione della venografia, avvenuta nel 1951, si ebbero tangibili miglioramenti nella capacità di diagnosi; la sua introduzione ha anche facilitato la diagnosi differenziale con l'ipertensione intracranica idiopatica, che in molti casi si presenta con segni e sintomi molto simili.
Si ritiene che il dottor Stansfield, un ginecologo britannico, abbia introdotto nel 1942 l'eparina come trattamento anticoagulante. Studi clinici del 1990, tuttavia, hanno destato alcune preoccupazioni sull'utilizzo di questo farmaco in alcuni casi di trombosi.

## Epidemiologia
La trombosi del seno venoso cerebrale è una patologia rara, con un'incidenza stimata in 3-4 casi per milione all'anno negli adulti. Anche se può verificarsi a tutte le età, è più frequente nella terza decade. Il 75% degli individui colpiti è di sesso femminile; dato che gli studi più datati non mostrano alcuna differenza di incidenza tra uomini e donne, è stato suggerito che l'uso di contraccettivi orali nelle donne sia la causa di questa disparità.
Uno studio epidemiologico del 1995 effettuato in Arabia Saudita, ha rilevato un'incidenza doppia, di 7 casi ogni 100 000. Ciò è stato attribuito al fatto che nel Medio Oriente, la malattia di Behçet che aumenta il rischio di sviluppare trombosi, è più comune rispetto al resto del mondo.
Uno studio pubblicato nel 1973 rilevava la frequenza di riscontro autoptico di trombosi del seno venoso nel 9% dei decessi; molti degli individui erano anziani che avevano già presentato sintomi di tipo neurologico e molti di essi avevano sofferto anche di insufficienza cardiaca.
Uno studio canadese del 2001, ha evidenziato che la patologia colpisce annualmente 6,7 bambini per milione. Il 43% dei casi si verifica nei neonati (con meno di un mese di età) e un ulteriore 10% nel primo anno di vita. Nei neonati, l'84% era già malato, soprattutto a causa di complicanze legate al parto e alla disidratazione.

## Eziologia
La trombosi del seno venoso cerebrale è una patologia più comune in concomitanza di situazioni particolari. Circa l'85% dei pazienti presenta almeno uno di questi fattori di rischio:
- trombofilia, la tendenza a sviluppare trombosi a causa di anomalie nella coagulazione (ad esempio fattore V di Leiden, deficit di proteina C, deficit di proteina S o di antitrombina) o problemi connessi;
- sindrome nefrosica, malfunzionamento renale che causa perdita di proteine con le urine;
- malattie infiammatorie croniche, come le malattie infiammatorie intestinali, il lupus eritematoso sistemico e la sindrome di Behçet;
- gravidanza e puerperio (il periodo dopo il parto);
- alcune malattie del sangue, in particolare policitemia vera ed emoglobinuria parossistica notturna;
- l'uso di estrogeni come forma di contraccezione ormonale;
- meningite e infezioni della zona dell'orecchio, del naso e della gola, come mastoiditi e sinusiti;
- danno diretto ai seni venosi;
- procedure mediche invasive nella zona della testa e del collo;
- anemia falciforme;
- disidratazione, soprattutto nei neonati e nei bambini;
- omocistinuria;
- eventi tromboembolici post-vaccinazione (molto rara).

## Patogenesi

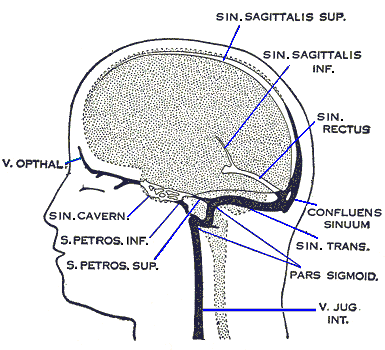
Schema della localizzazione delle vene durali

Le vene del cervello, sia quelle superficiali sia quelle più profonde, confluiscono nei seni venosi durali che portano poi il sangue deossigenato verso la vena giugulare e quindi al cuore. Quando si verifica la presenza di coaguli di sangue, sia nelle vene del cervello sia nei seni venosi, si incorre poi nella formazione di trombi e quindi nella condizione di trombosi venosa cerebrale. La trombosi delle vene stesse provoca un infarto venoso ai danni del tessuto cerebrale per via di un afflusso di sangue arterioso congestionato e quindi insufficiente. Ciò provoca edema cerebrale (sia vasogenico sia citotossico) che porta alla formazione di piccole petecchie emorragiche che possono fondersi in grandi ematomi. La trombosi dei seni è la causa principale dell'aumento della pressione endocranica, condizione clinica dovuta alla diminuzione del riassorbimento del liquido cerebrospinale. La condizione non porta tuttavia a idrocefalo, poiché non vi è alcuna differenza di pressione tra le varie parti del cervello.
Un trombo si forma a causa di uno squilibrio tra la coagulazione del sangue (formazione di fibrina insolubile, una proteina del sangue) e fibrinolisi. I tre principali meccanismi di un tale squilibrio sono descritti nella triade di Virchow: alterazioni nel normale flusso di sangue, lesioni alla parete del vaso sanguigno e alterazioni nella costituzione del sangue (ipercoagulabilità). La maggior parte dei casi di trombosi del seno venoso cerebrale sono dovuti a ipercoagulabilità, una condizione che prende il nome di trombofilia.
È possibile che il materiale trombotico si stacchi e migri verso i polmoni, causando una embolia polmonare. Un'analisi clinica ha dimostrato che ciò si può riscontrare nel 10% dei casi; in questa situazione la prognosi è spesso infausta.

## Clinica

### Segni e sintomi
Nove individui su dieci, tra coloro che presentano trombosi del seno, accusano un mal di testa che tende a peggiorare gradualmente, ma che può anche svilupparsi improvvisamente ("cefalea a rombo di tuono"). Il mal di testa può essere l'unico sintomo avvertito, tuttavia molti pazienti presentano anche i segni tipici dell'ictus, come la difficoltà a muovere uno o più arti, emiplegia, emiparesi, debolezza di un lato del volto e difficoltà a parlare. Tutto questo non si verifica però necessariamente su un preciso lato del corpo, come invece accade negli ictus.
Il 40% dei pazienti incorre in crisi epilettiche: ciò si verifica più comunemente nelle donne in cui la trombosi avviene prima e/o dopo il parto. Si trattano per lo più di attacchi che colpiscono solo una parte del corpo, e su di un solo lato; talvolta le crisi sono generalizzate ma raramente portano a stato di male epilettico persistente. Una paralisi di Todd (una paralisi centrale di breve durata) si può riscontrare nel circa 54% dei pazienti con convulsioni.
Negli anziani, molti dei sintomi summenzionati non si verificano. Nella popolazione geriatrica, infatti, i sintomi più comuni sono relativi a mutamenti dello stato mentale e a una riduzione del livello di coscienza, non altrimenti spiegabili.
La pressione intracranica può aumentare, provocando un papilledema (rigonfiamento del disco ottico), che può comportare oscuramenti della vista. Tale manifestazione si può riscontrare nel 28,3% dei casi. Se la pressione endocranica aumenta eccessivamente, possono diminuire il livello di coscienza (nel 22% dei casi), comparire ipertensione, bradicardia e il paziente può arrivare ad assumere una postura anomala. Altri segni clinici risconotrabili possono essere: paresi (nel 37,2% dei casi), afasia (19,1%), coma (13,9%), diplopia (13,5%) e altri difetti alla vista (13,2%).

### Diagnosi
La diagnosi può essere sospettata sulla base dei sintomi (ad esempio quando vi è mal di testa, segni di ipertensione intracranica, anomalie neurologiche focali) dopo aver escluso le loro altre possibili cause, come ad esempio una emorragia subaracnoidea.

### Esami di laboratorio e strumentali

#### Neuroimaging

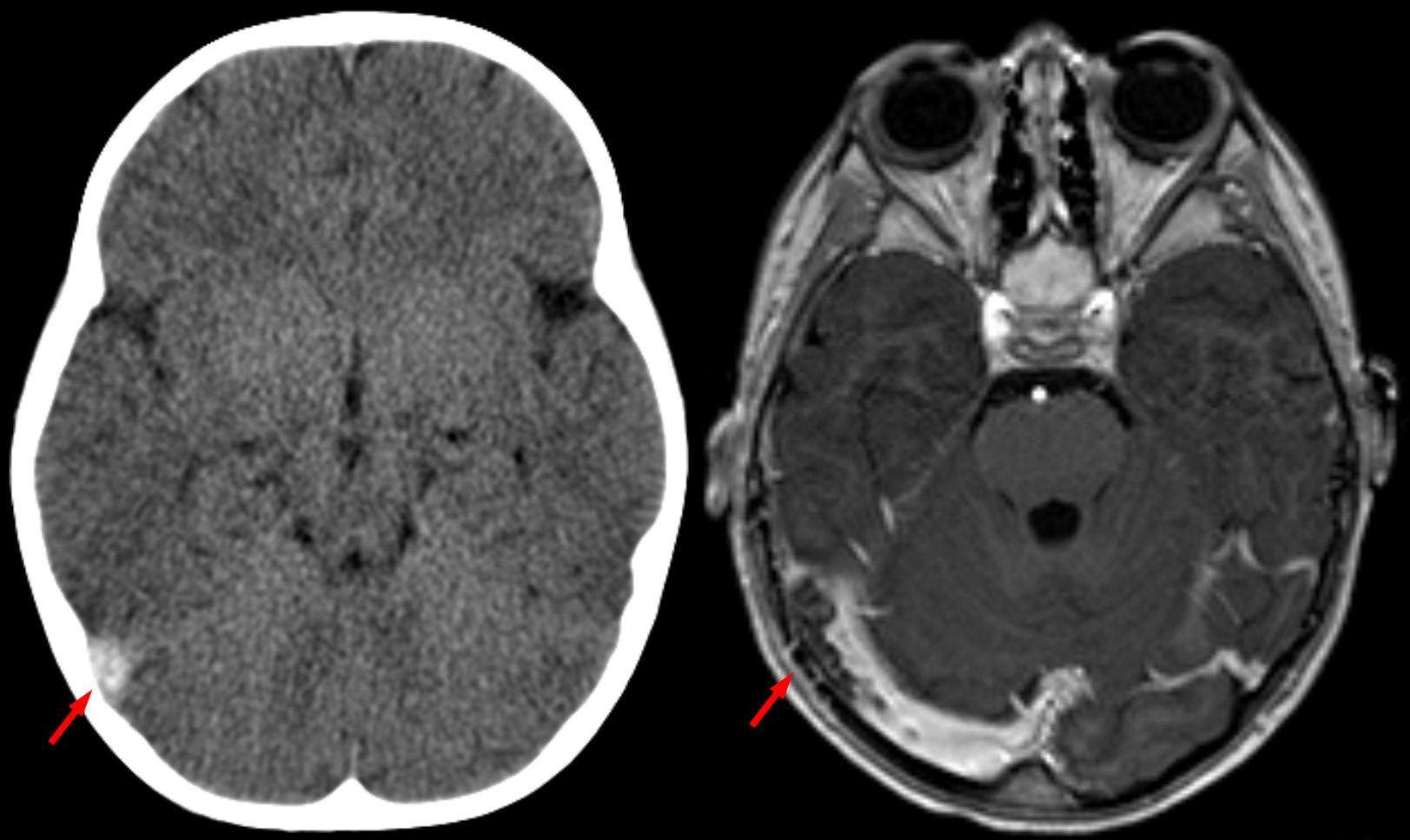
Trombosi del seno venoso. A sinistra è visto tramite tomografia computerizzata senza mezzo di contrasto, a destra tramite risonanza magnetica, immagine pesata in T1, con mezzo di contrasto.

Esistono varie tipologie di indagine via neuroimaging che possono rilevare la presenza di una trombosi del seno cerebrale. L'edema cerebrale e l'infarto venoso possono essere evidenziati con moltissime modalità, ma per la rilevazione del trombo stesso i test più comunemente utilizzati sono la tomografia computerizzata (TC) e la risonanza magnetica (RM), con l'utilizzo di vari tipi di mezzi di contrasto, usati per visualizzare il circolo venoso intorno al cervello.
La TC con mezzo di contrasto utilizzato nella fase venosa, ha un tasso di sensibilità che per alcuni aspetti è superiore a quello della risonanza magnetica. L'esame prevede l'iniezione in una vena (di solito del braccio) di una sostanza radio-opaca (solitamente a base di iodio), seguita da una scansione effettuata dopo il lasso di tempo necessario affinché questo mezzo di contrasto arrivi nelle vene cerebrali. L'esame ha una sensibilità del 75-100% (rileva cioè tra il 75% e il 100% di tutti i trombi presenti) e una specificità tra l'81% e il 100% (vi potrebbe essere un falso positivo nello 0-19% dei casi).
L'esame delle vene cerebrali tramite RM utilizza gli stessi principi, ma sfrutta la risonanza magnetica come modalità di imaging biomedico. Tale metodica ha il vantaggio di rilevare meglio gli eventuali danni riportati dal cervello a causa della maggiore pressione avuta sulle vene ostruite. Tuttavia, in molti ospedali l'apparecchiatura non è sempre prontamente disponibile e l'interpretazione diagnostica può risultare difficile.
L'angiografia cerebrale può dimostrare trombi più piccoli rispetto a quelli rilevabili tramite TC o RM. Tuttavia questa procedura richiede la puntura dell'arteria femorale e l'introduzione di un sottile catetere che giunga, attraverso i vasi sanguigni, fino al cervello, dove viene iniettato il mezzo di contrasto per poi ottenere immagini radiografiche. Essendo pertanto una manovra così invasiva, essa viene eseguita solo se tutti gli altri test diagnostici hanno dato risultati poco chiari, o quando durante la procedura stessa possano essere effettuati dei trattamenti.

#### D-dimero
Uno studio del 2004 ha evidenziato che il valore del D-dimero (esame già in uso per la diagnosi di altre forme di trombosi), misurato in 35 pazienti con trombosi del seno cerebrale tramite analisi del sangue, era anormale (superiore a 500 mg/L) in 34 di essi, garantendo alla metodica una sensibilità del 97,1%, un valore predittivo negativo del 99,6%, una specificità del 91,2% e un valore predittivo positivo del 55,7%. Inoltre, il livello del D-dimero è correlabile con l'estensione della trombosi.
Un successivo studio, tuttavia, ha mostrato che il 10% dei pazienti con trombosi confermata aveva un valore di D-dimero normale, così come nel 26% dei casi di quelli che avevano accusato solamente mal di testa. Lo studio ha concluso che l'analisi del D-dimero non è stata utile nei casi in cui avrebbe potuto fare la differenza, vale a dire nei casi con probabilità più bassa.

#### Ulteriori test
Nella maggior parte dei pazienti, la causa diretta della trombosi cerebrale del seno non è evidente. L'identificazione di una possibile fonte di infezione è fondamentale ed è anche pratica comune effettuare lo screening per le varie forme di trombofilia.

## Trattamento

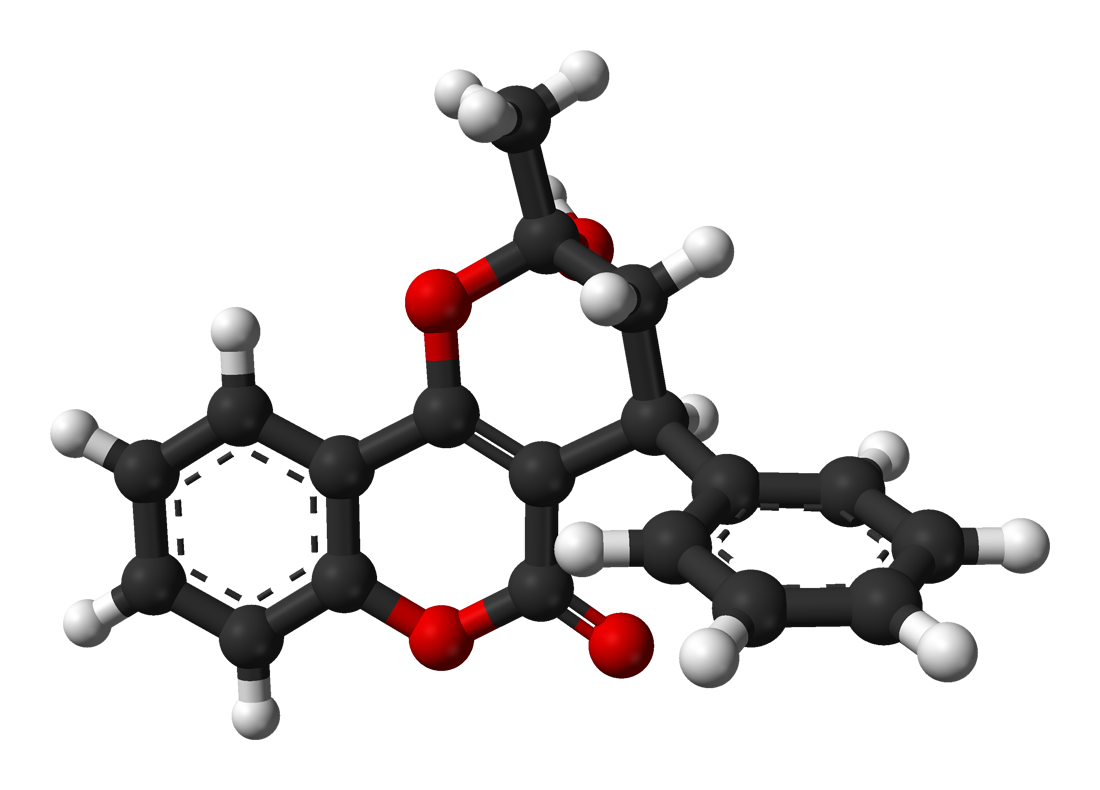
Rappresentazione tridimensionale di una molecola di warfarin, un farmaco anticoagulante utilizzato, in alcune circostanze, per trattare la trombosi del seno venoso centrale

Diversi studi hanno indagato l'uso di anticoagulanti come prevenzione della formazione di trombi nei casi di trombosi del seno venoso cerebrale.
Prima di essi, vi era una diffusa preoccupazione che piccole aree emorragiche del cervello avrebbero potuto sanguinare ulteriormente a seguito di questo trattamento. Questi studi hanno però dimostrato che i timori erano infondati.
Al 2013, le linee guida di pratica clinica consigliano l'eparina come trattamento iniziale, seguita poi dal warfarin nei casi refrettari, purché non vi siano importanti rischi emorragici che renderebbe la sua somministrazione potenzialmente pericolosa.
Alcuni esperti scoraggiano l'uso di anticoagulanti se vi è un'ampia emorragia; in questo caso si consiglia di ripetere le indagini di imaging dopo 7-10 giorni. Se l'emorragia è diminuita in dimensioni, la terapia anticoagulante viene iniziata, mentre se non vi è alcuna riduzione questo approccio rimane sconsigliato.
La durata del trattamento con warfarin dipende dalle circostanze e dalle cause alla base della condizione. Se la trombosi si sviluppa in circostanze temporanee, ad esempio in gravidanza, tre mesi di trattamento sono considerati sufficienti. Se la trombosi è di tipo lieve, ma non vi sono cause di fondo chiare o vi è una forma "lieve" di trombofilia, una somministrazione della durata da 6 a 12 mesi è preferibile. Se, invece, vi è una sottostante grave situazione di trombosi potrebbe essere necessario considerare un trattamento con warfarin a tempo indefinito.
Il ricorso alla trombolisi è una pratica frequente, sia tramite la somministrazione per via sistemica con iniezione in vena, sia direttamente nel coagulo durante una procedura angiografica. Dettate nel 2006, le linee guida della European Federation of Neurological Societies raccomandano che la trombolisi sia utilizzata esclusivamente nei pazienti in cui le condizioni peggiorano nonostante un adeguato trattamento e in cui le altre cause possibili del peggioramento siano state escluse. Non è chiaro quale farmaco e quale modalità di somministrazione sia la più efficace. Il possibile sanguinamento nel cervello e in altre parti del corpo è una delle principali preoccupazioni per l'inizio di una procedura di trombolisi. Il ricorso a metodologie di imaging biomedico può essere molto utile per scegliere quali pazienti siano più idonei a essere sottoposti a tale trattamento. Tuttavia, al 2014, le linee guida non forniscono chiare raccomandazioni per quanto riguarda tale pratica, affermando che sono necessari ulteriori studi.
Un severo aumento della pressione intracranica può richiedere una puntura lombare a scopo terapeutico, con l'asportazione del liquido cerebrospinale in eccesso, la somministrazione di particolari farmaci come l'acetazolamide o il trattamento neurochirurgico come la fenestrazione del nervo ottico o la realizzazione di uno shunt cerebrale. Se il paziente non dovesse rispondere alle terapie e presentare un grave deterioramento del quadro neurologico, è possibile ricorrere a una craniotomia decompressiva. In certe situazioni, il trattamento con farmaci anticonvulsivanti può essere utilizzato per prevenire episodi convulsivi.

## Prognosi
Nel 2004 è stato effettuato il primo studio su larga scala sulla storia naturale e sulla prognosi a lungo termine di questa patologia.
Lo studio ha dimostrato che dopo 16 mesi di follow-up il 57,1% dei pazienti aveva avuto un recupero completo, mentre il 29,5%, il 2,9% e il 2,2% avevano avuto, rispettivamente, sintomi o menomazioni lievi, moderate e gravi, mentre l'8,3% erano deceduti.
Gravi menomazioni o l'exitus si sono verificati con maggiore probabilità nei soggetti di età superiore ai 37 anni, di sesso maschile, in stato di coma o in uno stato di disordine mentale, con emorragia intracerebrale, trombosi profonda del sistema venoso cerebrale, infezioni del sistema nervoso centrale e cancro.
Una successiva review sistematica, effettuata nel 2006 su diciannove studi, ha mostrato che la mortalità è di circa il 5,6% durante il ricovero e il 9,4% in totale, mentre l'88% dei superstiti è andato incontro a un recupero totale o quasi totale. Dopo diversi mesi, i due terzi dei casi avevano avuto una risoluzione ("ricanalizzazione") del trombo. Il tasso di recidiva si era dimostrato basso: 2,8%.
Nei bambini colpiti da tale patologia, la mortalità media risultava essere del 50%. Se un paziente giovane con trombosi del seno cavernoso sviluppa convulsioni, o all'imaging si evidenzia un infarto venoso, è più probabile che si ottengano scarsi risultati terapeutici.